# Freddie Mercury Tribute Concert
Il Freddie Mercury Tribute è stato il più grande evento musicale in ricordo di Freddie Mercury, frontman dei Queen morto il 24 novembre 1991 all'età di 45 anni, in seguito all'aggravarsi di una broncopolmonite resa letale dall'AIDS. Il concerto, tenutosi il 20 aprile 1992 (Lunedì dell'Angelo), al Wembley Stadium di Londra, è stato trasmesso in mondovisione per una platea televisiva che superò il miliardo di persone in tutto il mondo secondo le stime ufficiali. I proventi dell'evento furono devoluti in beneficenza per dare vita all'associazione The Mercury Phoenix Trust.

## Storia
Il 12 febbraio 1992, durante la cerimonia annuale dei Brit Awards, Brian May e Roger Taylor, rispettivamente chitarrista e batterista della band, annunciarono il desiderio di organizzare un grande evento per rendere omaggio alla vita ed alla carriera di Freddie Mercury. Il giorno seguente vennero messi in vendita i biglietti per il concerto: nonostante ancora non fosse stata diffusa la minima informazione su chi avrebbe suonato oltre ai componenti restanti dei Queen, tutti i 72.000 tagliandi andarono esauriti in sole quattro ore.
Lo show fu l'ultimo concerto del bassista John Deacon con la band, fatta eccezione per un'apparizione live nel gennaio 1997 con May, Taylor ed Elton John al Bejar Ballet.

### Trasmissioni in Italia
Sul territorio italiano l'evento fu integralmente trasmesso in diretta tv e radio rispettivamente da Videomusic e da StereoRai; quest'ultima acquistò per 25 000 dollari i diritti di diffusione.

## Home Video
Dopo una prima uscita in VHS nel 1992, composta da due videocassette nell'edizione italiana e di molti altri paesi, nell'aprile 2002 il concerto è stato distribuito in DVD, raggiungendo immediatamente la posizione numero 1 della classifica del Regno Unito.

### Omissioni nelle versioni Home Video
Il DVD è stato comunque molto criticato poiché manca di tutta la prima parte dello spettacolo, presente invece nella versione VHS, svoltasi durante il pomeriggio e nella quale gli artisti eseguivano perlopiù canzoni proprie. La scena fu dominata dai Metallica che si esibirono con Enter Sandman, Sad but True e Nothing Else Matters e i Guns N' Roses che infiammarono la folla con Paradise City e Knockin' on Heaven's Door.
Esiste un cofanetto cartonato composto da tre cd e un booklet descrittivo dell'evento dal titolo Thank You Freddie contenente tutto il concerto registrato in diretta live.
Durante la prima parte dello show vennero proiettati diversi filmati mentre i tecnici cambiavano il palco per l'esibizione dell'artista successivo.
Innuendo venne esclusa nelle versioni home video su richiesta di Robert Plant, poiché ritenne che, a causa delle cattive condizioni di salute, la sua esecuzione fosse di basso livello. Inoltre MTV, durante un cambio di palco, mandò in onda un collegamento via satellite da Sacramento dove gli U2 (introdotti da Cindy Crawford dopo l'esibizione dei Def Leppard) eseguirono dal vivo Until the End of the World dedicandola a Freddie; anche questa performance risulta eliminata nell'edizione home video. Anche le esibizioni degli Extreme sono state omesse.

## Artisti
Gli artisti che si esibirono al concerto furono (sono riportate anche le canzoni eseguite):

### Senza i Queen
- Metallica - Enter Sandman, Sad but True, Nothing Else Matters
- Extreme - Queen Medley, Love of My Life, More Than Words
- Def Leppard - Animal, Let's Get Rocked, Now I'm Here (con Brian May)
- Bob Geldof - Too Late God
- Spinal Tap - The Majesty of Rock
- U2 – Until the End of the World (in collegamento da Sacramento)
- Guns N' Roses - Paradise City, Knockin' on Heaven's Door
- Mango Groove – Special Star
- Elizabeth Taylor - Discorso sulla prevenzione dell'AIDS

### Con i Queen
1. Queen e Joe Elliott (con Slash) - Tie Your Mother Down
2. Queen e Roger Daltrey (con Tony Iommi) - Heaven And Hell (intro), Pinball Wizard (intro), I Want It All
3. Queen e Zucchero Fornaciari - Las palabras de amor (The Words of Love)
4. Queen e Gary Cherone (con Tony Iommi) - Hammer to Fall
5. Queen e James Hetfield (con Tony Iommi) - Stone Cold Crazy
6. Queen e Robert Plant - Innuendo (con estratti da Kashmir), Thank You (intro), Crazy Little Thing Called Love
7. Brian May e Spike Edney - Too Much Love Will Kill You
8. Queen e Paul Young - Radio Ga Ga
9. Queen e Seal - Who Wants to Live Forever
10. Queen e Lisa Stansfield - I Want to Break Free
11. Queen, David Bowie e Annie Lennox - Under Pressure
12. Queen, Ian Hunter, David Bowie, Mick Ronson, Joe Elliott e Phil Collen - All the Young Dudes
13. Queen, David Bowie, Mick Ronson - Heroes
14. David Bowie - The Lord's Prayer
15. Queen e George Michael - 39
16. Queen, George Michael e Lisa Stansfield - These Are the Days of Our Lives
17. Queen e George Michael - Somebody to Love
18. Queen, Elton John e Axl Rose - Bohemian Rhapsody
19. Queen, Elton John (con Tony Iommi) - The Show Must Go On
20. Queen e Axl Rose - We Will Rock You
21. Queen, Liza Minnelli e il cast al completo - We Are the Champions
22. Queen - God Save the Queen

## Cori
Riconoscibilissima appare tra le coriste, la prima a sinistra (guardando verso il palco) la cantante inglese Miriam Stockley.